# Kululu, Akkışla
Kululu là một xã thuộc huyện Akkışla, tỉnh Kayseri, Thổ Nhĩ Kỳ. Dân số thời điểm năm 2008 là 2.397 người.